# 丙酮酸脱氢酶
丙酮酸脱氢酶（英語：Pyruvate dehydrogenase）是一种催化丙酮酸和硫辛酰胺反应生成乙酰化二氢硫辛酰胺和二氧化碳的脱氢酶，化学式为：C1781H2795O537N499S25P2Mg。该转化需要辅酶硫胺素焦磷酸。
丙酮酸脱氢酶通常是丙酮酸脱氢酶复合体 (PDC) 的组成部分之一，称为E1。PDC由其他酶组成，称为E2和E3。E1-E3共同将丙酮酸、氧化型烟酰胺腺嘌呤二核苷酸（NAD+）、辅酶A转化为乙酰辅酶A、二氧化碳和还原型烟酰胺腺嘌呤二核苷酸（NADH）。这种转化至关重要，因为乙酰辅酶A随后可以在柠檬酸循环中用于进行细胞呼吸。为了区分这种酶和PDC，它被系统地称为丙酮酸脱氢酶 (乙酰基转移酶)。